# Hratch Zartarian
Hratch Zartarian (arménien : Հրաչ Զարդարեան), né le 15 janvier 1897 à Kharpert (Empire ottoman) et mort le 30 novembre 1986, est un écrivain et dentiste arménien.